# Comuna Scărișoara, Alba
Scărișoara (în maghiară: Aranyosfő, în germană: Skerischora) este o comună în județul Alba, Transilvania, România, formată din satele Bârlești, Botești, Fața-Lăzești, Florești, Lăzești, Lespezea, Maței, Negești, Prelucă, Runc, Scărișoara (reședința), Sfoartea, Știuleți și Trâncești.

## Demografie
Componența etnică a comunei Scărișoara
     Români (85,48%)
     Romi (10,28%)
     Alte etnii (0%)
     Necunoscută (4,24%)
Componența confesională a comunei Scărișoara
     Ortodocși (95,18%)
     Alte religii (0%)
     Necunoscută (4,82%)
Conform recensământului efectuat în 2021, populația comunei Scărișoara se ridică la 1.391 de locuitori, în scădere față de recensământul anterior din 2011, când fuseseră înregistrați 1.661 de locuitori. Majoritatea locuitorilor sunt români (85,48%), cu o minoritate de romi (10,28%), iar pentru 4,24% nu se cunoaște apartenența etnică. Din punct de vedere confesional, majoritatea locuitorilor sunt ortodocși (95,18%), iar pentru 4,82% nu se cunoaște apartenența confesională.

## Politică și administrație
Comuna Scărișoara este administrată de un primar și un consiliu local compus din 9 consilieri. Primarul, Cristian Vasile Costea[*], de la Partidul Național Liberal, este în funcție din 2000. Începând cu alegerile locale din 2024, consiliul local are următoarea componență pe partide politice:
|  | Partid                              | Consilieri | Componența Consiliului | Componența Consiliului | Componența Consiliului | Componența Consiliului | Componența Consiliului |
|  | ----------------------------------- | ---------- | ---------------------- | ---------------------- | ---------------------- | ---------------------- | ---------------------- |
|  | Partidul Național Liberal           | 5          |                        |                        |                        |                        |                        |
|  | Partidul Social Democrat            | 2          |                        |                        |                        |                        |                        |
|  | Alianța pentru Unirea Românilor     | 1          |                        |                        |                        |                        |                        |
|  | Partidul Național Conservator Român | 1          |                        |                        |                        |                        |                        |

## Atracții turistice
- Peștera Scărișoara
- Rezervația naturală "Cheile Mândruțiului" (3,5 ha)
- Monumentul Eroilor din satul Scărișoara